# فرخنده سبزفلزی
فرخنده سبزفلزی (نام علمی: Tangara labradorides) یک گونه از پرندگان خانواده فرخندگان است که در کلمبیا، اکوادور و پرو یافت می‌شود. زیستگاه طبیعی آن جنگل‌های کوهستانی نمناک نیمه‌گرمسیری یا گرمسیری است.

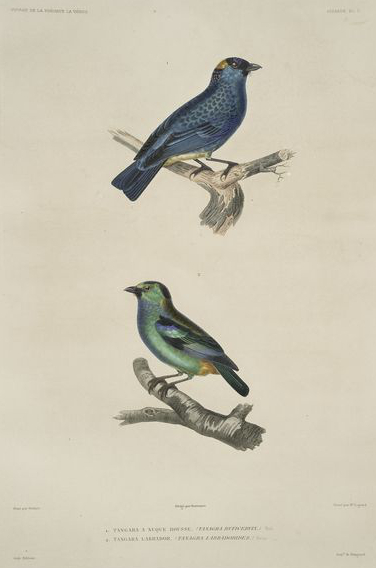
نگاره‌ای از فرخنده سبزفلزی (در زیر) با فرخنده پس‌سرطلایی (بالا)